# Georg J:son Karlin

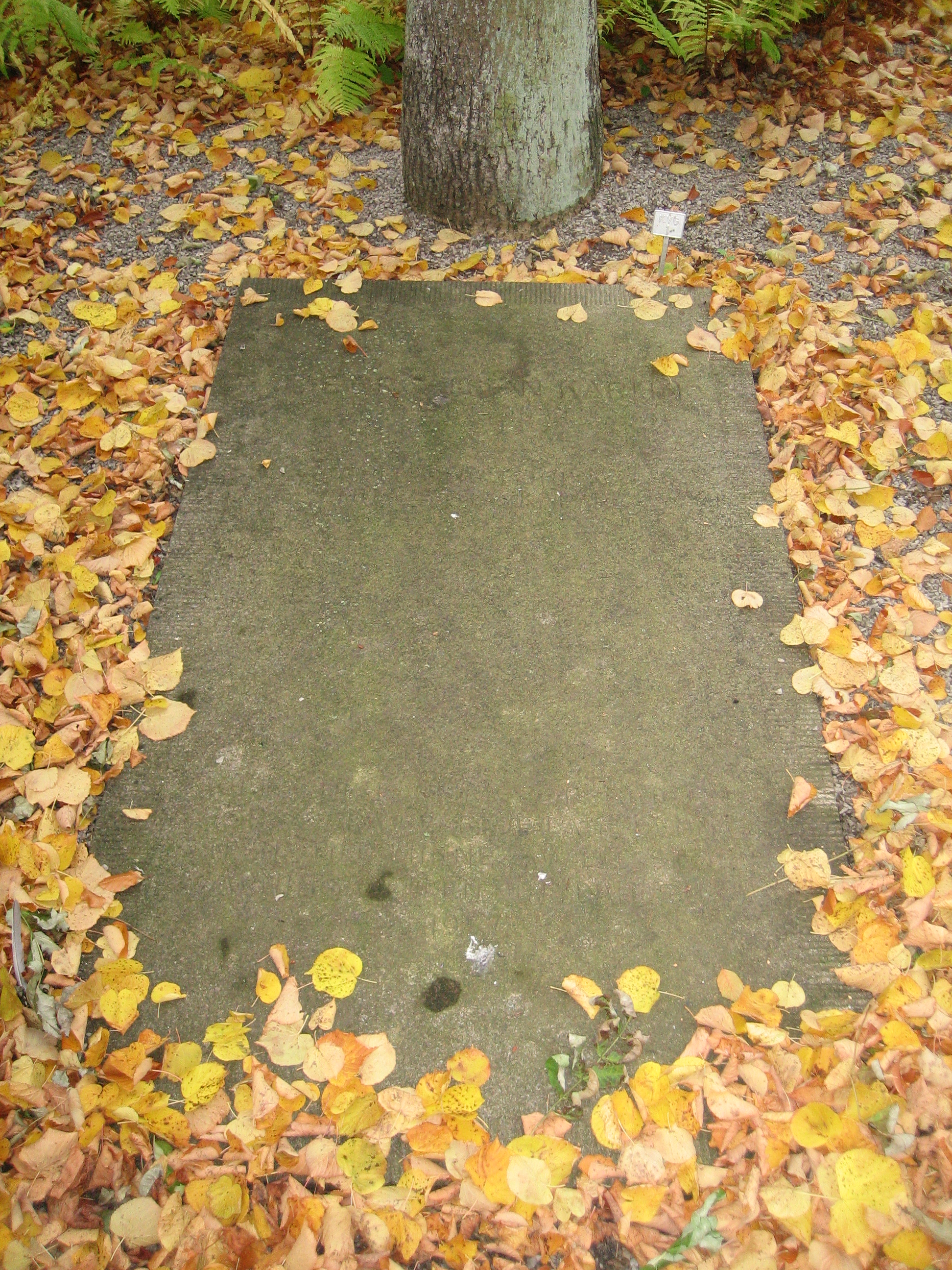
Georg Karlins grav på Östra kyrkogården i Lund

Georg Fredrik Johansson (J:son) Karlin, född 23 april 1859 i Norra Åkarp, död 15 maj 1939 i Lund, var en svensk museitjänsteman och hembygdsforskare, som grundade Kulturen i Lund.

## Biografi
Georg Karlin var son till kyrkoherden Lars Peter Johansson och Karolina Kristina Nilsson. I unga år kom han till Huaröd, där han växte upp. Han avlade studentexamen i Lund 1879. Han gifte sig 1896 med gobelängvävaren och mönsterritaren Anna Clara Maria Forsell (1869–1898) och i ett andra äktenskap 1904 med Gurli Hedvig Maria Ström.
År 1882 grundade Karlin tillsammans med några medhjälpare en samling, som övertogs av den då nybildade Kulturhistoriska föreningen för södra Sverige, för vars museum i Lund han blev chef, från 1893 med titeln intendent. Denna institution har han med aldrig sinande energi, sin skarpa blick och praktiska förmåga gett en glänsande utveckling. I synnerhet har avdelningen för profan medeltidsarkeologi, allmogekonst, textilkonst samt keramik omfattats av hans personliga intresse. Karlin grundade även en med museet förbunden konstslöjdsanstalt 1886 och tog initiativet till inköpet av Östarpsgården och dess ordnande som ett levande museum 1923. Karlin, som 1918 promoverades till filosofie hedersdoktor vid Lunds universitet, utgav ett flertal kataloger och historiker över Kulturhistoriska museet.
Han tilldelades medaljen Litteris et Artibus 1893. Georg Karlin ligger begraven på Östra kyrkogården i Lund.
I boken Skånska mannar från Lund skaldade Alfred Fjelner om Karlin:

Gestalten har alltid prunkat av glöd.

Sina barnaskor slet han i Huaröd,

och vilka fel han än må ha haft,

han äger ett lysande huvud på skaft,
 
och ingen förnekar hans härskarsnille.

Han visste redan som pilt vad han ville,

och lät tidigt förstå, att vad han bestämt

ej motas med allvar och inte med skämt,

för att skapa på egen hand en kultur

det fordras en grovbyggd urkraftsnatur.